# Lagoa Dom Helvécio
Lagoa Dom Helvécio är en sjö i Brasilien.   Den ligger i kommunen Marliéria och delstaten Minas Gerais, i den sydöstra delen av landet, 700 km sydost om huvudstaden Brasília. Lagoa Dom Helvécio ligger 261 meter över havet. Arean är 4,3 kvadratkilometer. Den sträcker sig 3,6 kilometer i nord-sydlig riktning, och 4,3 kilometer i öst-västlig riktning.
I omgivningarna runt Lagoa Dom Helvécio växer i huvudsak städsegrön lövskog. Runt Lagoa Dom Helvécio är det ganska glesbefolkat, med 30 invånare per kvadratkilometer.